# Saint-Félix-de-Reillac-et-Mortemart
Saint-Félix-de-Reillac-et-Mortemart är en kommun i departementet Dordogne i regionen Nouvelle-Aquitaine i sydvästra Frankrike. Kommunen ligger i kantonen Le Bugue som tillhör arrondissementet Sarlat-la-Canéda. År 2022 hade Saint-Félix-de-Reillac-et-Mortemart 178 invånare.

## Befolkningsutveckling
Antalet invånare i kommunen Saint-Félix-de-Reillac-et-Mortemart
Referens:INSEE